# Radužnyj (Vladimirská oblast)
Radužnyj (rusky Радужный) je uzavřené město ve Vladimirské oblasti v Rusku. Leží asi 12 km jižně od města Vladimir na řekách Pol, Buža a Užbol. Počet obyvatel v roce 2006 byl 17 811.
Město bylo založeno v roce 1971 jako sídliště pro pracovníky vojenské konstrukční kanceláře. V roce 1977 mu byl přiznán zvláštní status pracovního sídliště a bylo pojmenováno Vladimir-30. V roce 1991 byl sídlu přiznán status města a bylo přejmenováno na Radužnyj.